# أوليبة
أوليبة (بالإسبانية: Oliva)‏ هي بلدية تقع في مقاطعة بلنسية التابعة لمنطقة بلنسية شرق إسبانيا.